# Скороходівський заказник
Скороходівський заказник — гідрологічний заказник місцевого значення. Об'єкт розташований на території Звенигородського району Черкаської області, село Ново-Українка.
Площа — 15 га, статус отриманий у 1979 році.